# 欧洲团结工会中心

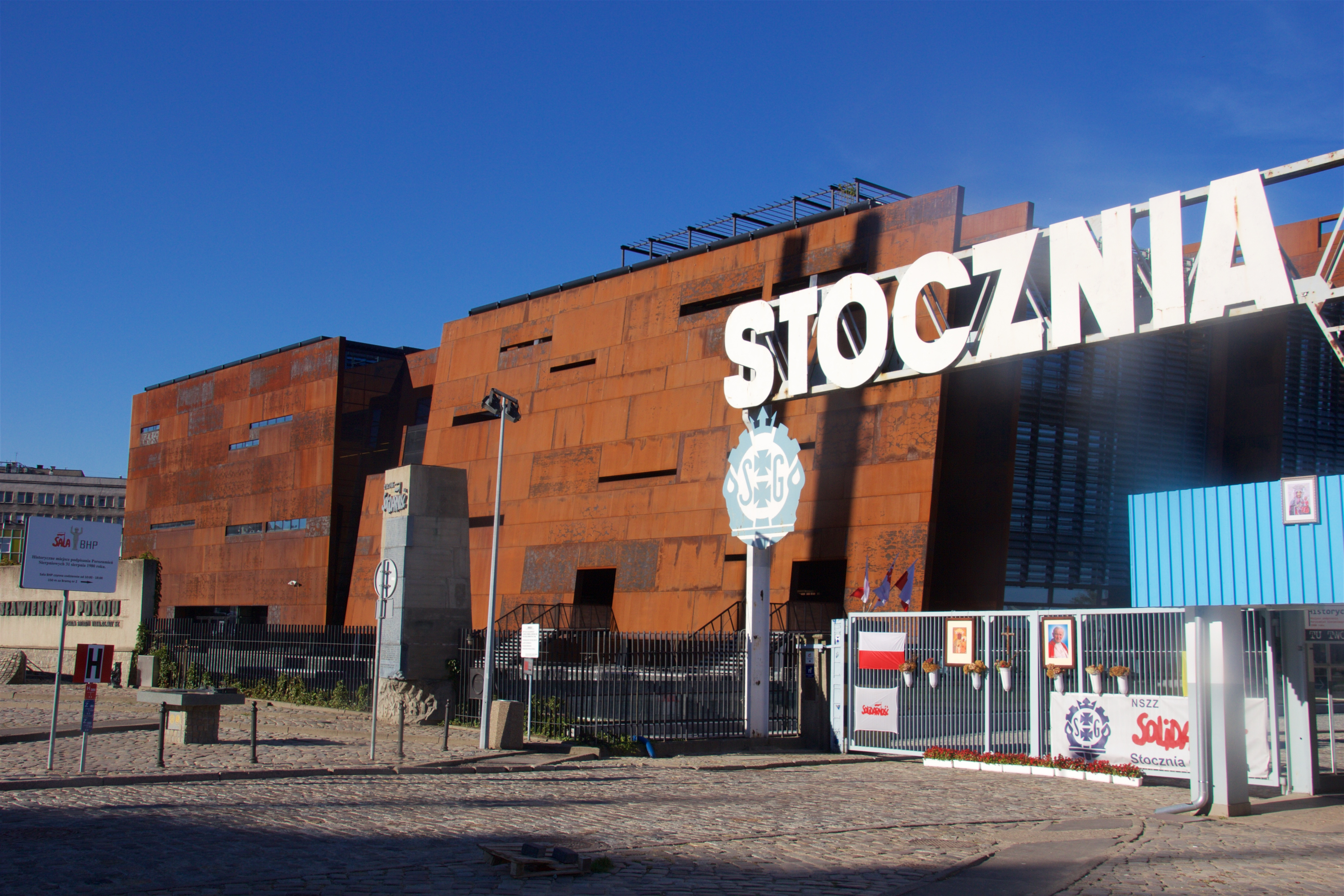

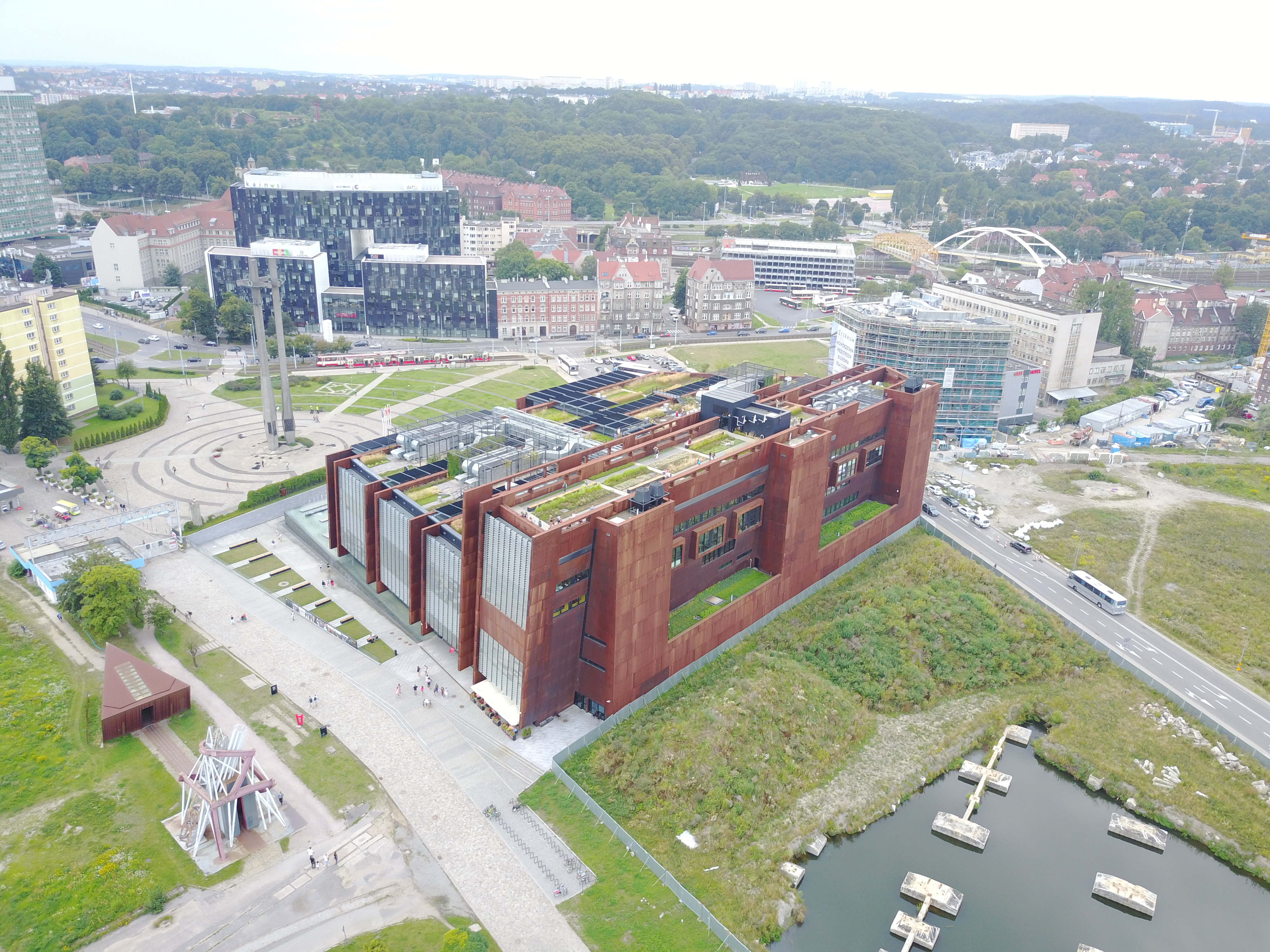

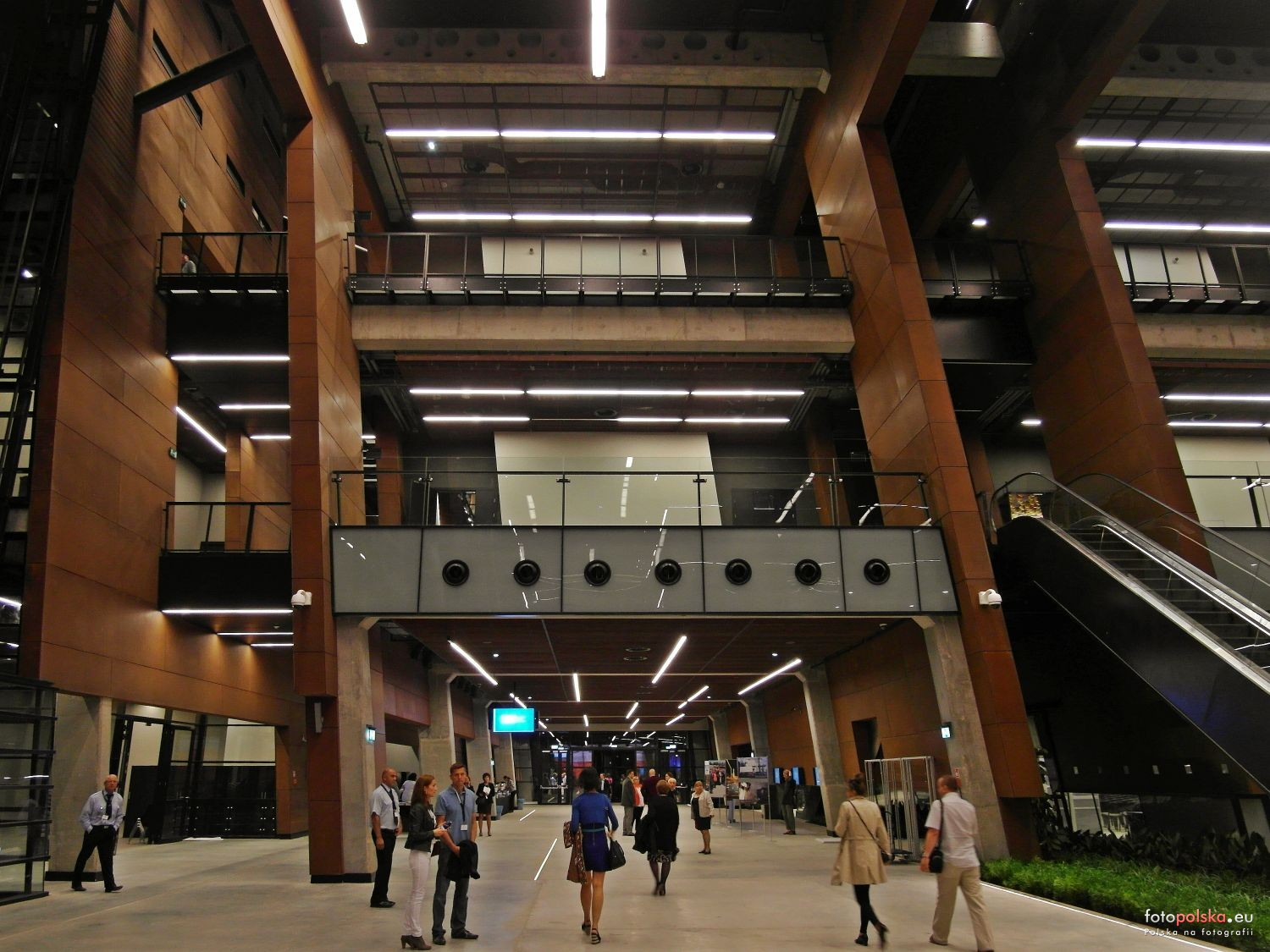
欧洲团结工会中心内部

欧洲团结工会中心（波蘭語：Europejskie Centrum Solidarności）是波兰格但斯克的一个博物馆和图书馆，专注于团结工会、波兰工会 和公民抵抗运动以及共产主义东欧 其他反对派运动的历史。它于2014年8月31日开放。

## 历史
该建筑由波兰FORT 建筑事务所设计，在2007年举行的一次国际竞赛中获胜。墙壁让人想起在格但斯克造船厂 建造的船体。工程于2010年开始建设，耗资2.29亿波兰兹罗提，其中1.13亿兹罗提 (3800万欧元)由欧盟提供，其余由当地提供。

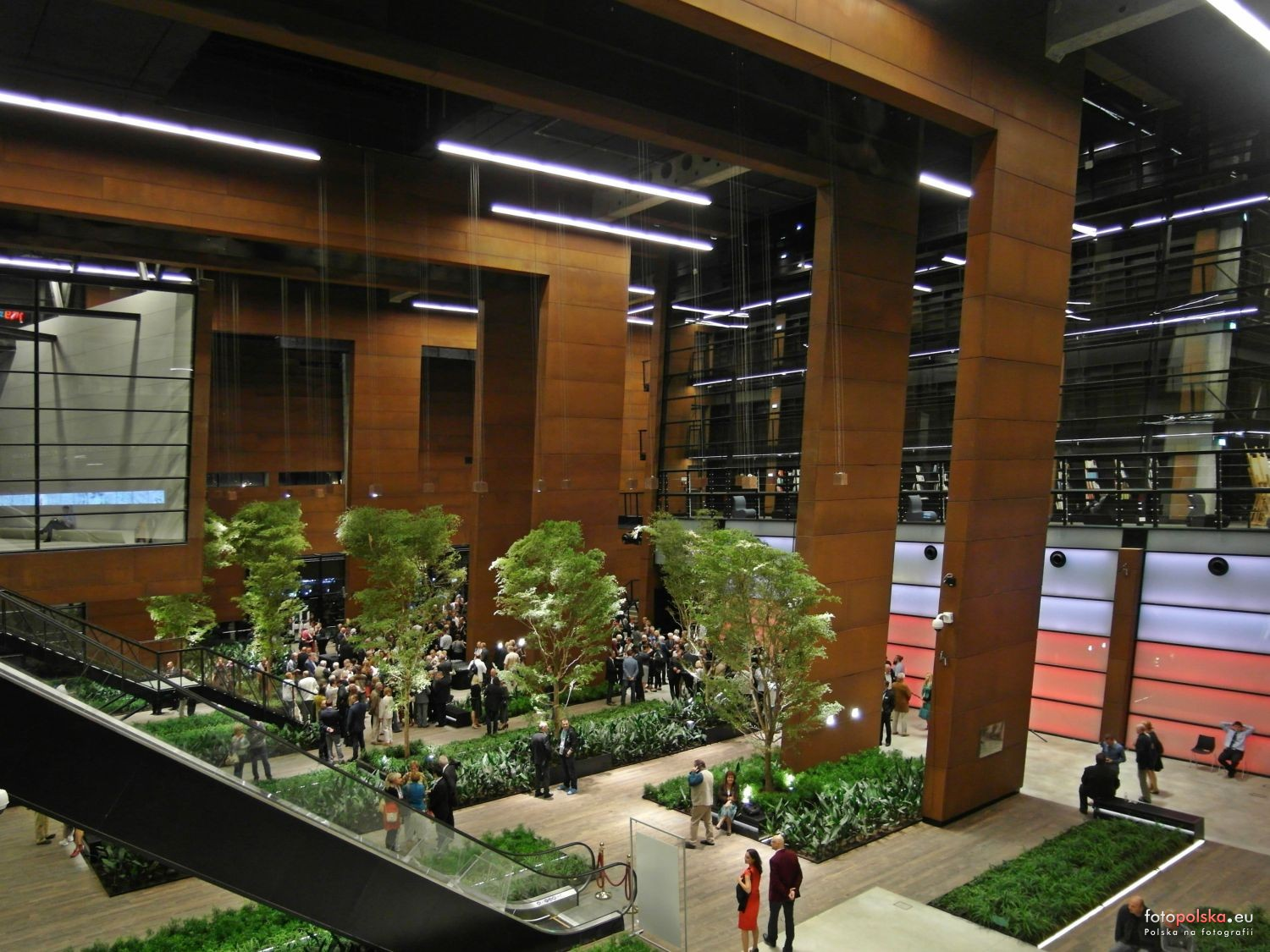

开幕式于2014年8月31日举行，恰逢格但斯克协议签署纪念日，1980年造船厂工人罢工的胜利，导致团结工会成立。出席仪式的有团结工会的创始人、后来的波兰总统莱赫·瓦文萨、波兰总统布罗尼斯瓦夫·科莫罗夫斯基和团结工会主席皮奥特·杜达。 12000多名前团结工会成员和其他人参加了庆祝活动。
该中心向帮助波兰反对共产主义的外国人颁发感谢勋章。

## 收藏
该中心的永久性展览约有2000件展品，图书馆约有10万册书籍和文件。该中心还包括一个研究和学术中心，开展教育活动， 并为会议和临时展览提供空间。